# کوخانوو (استان سلیزیا سفلی)
کوخانوو (به لهستانی:  Kochanów) یک روستا در لهستان است که در گمینا کامیننا گورا واقع شده‌است.
 کوخانوو  ۱۹۸ نفر جمعیت دارد و ۵۴۵ متر بالاتر از سطح دریا واقع شده‌است.